# Day & Night
Day & Night ist ein Animations-Kurzfilm aus dem Jahr 2010 von Regisseur Teddy Newton für die Pixar Animation Studios und die Walt Disney Company. Der Film wurde als Vorfilm zu Toy Story 3 gezeigt. 

## Handlung
Day ist eine Cartoonfigur, auf dessen Körperoberfläche sich Szenen im Tageslicht abspielen. Wenn Day seine Position verändert, verändert sich auch die Projektion auf seinem Körper.
Night ist eine gleiche Figur, auf deren Körperoberfläche sich Szenen der Nacht abspielen. Beide Figuren zeigen über die Szenen auch ihre Emotionen, womit sie ihre jeweils angedeuteten Handlungen zusätzlich unterstreichen. Die Figuren selbst sprechen nicht, sondern betreiben Pantomime, welche durch Musik und Geräusche der Projektionen verstärkt wird. 
Day begegnet während eines Spazierganges dem schlafenden Night. Zur Abstraktion projiziert Day eine Sonne und Night einen Mond, inklusive kleiner Schäfchen, die über einen Zaun springen. Nachdem Night von Day geweckt wurde, staunen beide über den jeweils anderen. Was immer der eine auf sich projiziert, zeigt der andere als gegensätzliche Szene. Zum Beispiel zeigt Day eine sonnenbadende Frau am Strand, wogegen Night dieselbe Szene in der Nacht zeigt, ohne Frau, dafür mit etwas Müll als Hinterlassenschaft.
Beide stauen Aggressionen auf und es kommt zu einem Schlagabtausch, bei dem es keinen Sieger gibt. Als sie das erkennen, beginnen sie einander ihre besten Szenen vorzuführen, was in dem jeweils anderen für große Begeisterung sorgt. In einer Radioausstrahlung der Projektion hört man die hintergründige Botschaft des Films: „Alles Neue lehne ich ab, weil es mir Angst macht“. 
Beide umarmen sich als es bei Night zum Sonnenaufgang und bei Day zum Sonnenuntergang kommt. Die halben Sonnen beider Figuren treffen sich und erscheinen für einen Augenblick vereint. Danach wechselt Night zum Tag und Day zur Nacht. Beide freuen sich und beginnen die besten Szenen des anderen auf sich selbst zu projizieren.

## Hintergrund
- Die im Original von Wayne Dyer gesprochene Radiostimme wird in der deutschen Version von Claus Brockmeyer gesprochen.
- Im Unterschied zu vorherigen Kurzfilmen von Pixar, ist Day & Night eine Kombination aus 2D- und 3D-Filmelementen. Wobei die Cartoonfiguren in 2D, die in die Figuren projizierten Szenen jedoch in 3D animiert sind. Laut Aussage von Production Designer Don Shank unterscheidet er sich von allem was Pixar je gemacht hat.[1]
- Der Film lief zusammen mit der Premiere von Toy Story 3 erstmals am 18. Juni 2010 in den Kinos der USA und Kanada.

## Auszeichnungen
Day & Night wurde für die Oscarverleihung 2011 in der Kategorie Bester animierter Kurzfilm nominiert.